# Vārkava (novads)
Vārkava est un novads de Lettonie, situé dans la région de Latgale. En 2009, sa population est de 2 412 habitants.